# الدینووا دل کادونال
الدینووا دل کادونال (به اسپانیایی: Aldeanueva del Codonal) یک شهرستان در اسپانیا است که در سگبیا واقع شده‌است.